# Autoportrait avec béret et col droit
Pour les articles homonymes, voir Autoportrait (homonymie).
Autoportrait avec béret et col droit est une peinture à l'huile du peintre néerlandais Rembrandt, achevée en 1659.  Autrefois propriété d'Andrew Mellon, elle est conservée depuis 1937, à la National Gallery of Art de Washington DC, (États-Unis).
Il a été noté comme un autoportrait aux qualités subtiles et sombres, une œuvre dans laquelle on peut voir « les tensions d'une vie composée de triomphes créatifs et de revers personnels et financiers ».

## Description
Rembrandt est assis dans un manteau de fourrure largement représenté, les mains jointes sur ses genoux. La lumière du coin supérieur droit illumine complètement le visage, creusant la forme de la joue et permettant la représentation des imperfections sur la joue droite et le lobe de l'oreille. Le portrait est peint dans une gamme restreinte de bruns et de gris, enrichie d'une forme rouge qui indique probablement le dossier de sa chaise, tandis qu'une autre zone rouge dans le coin inférieur gauche de la toile peut être une nappe. La zone la plus lumineuse, le visage de l'artiste, est encadrée par un large béret et le haut col qui cache flatteusement ses bajoues. La peau du visage est modelée avec un pigment épais et tactile, peint avec des couleurs riches et variées suggérant à la fois le vieillissement physique de l'artiste et les effets émotionnels de l'expérience de la vie.
Au début, Rembrandt se peint coiffé d'une casquette de couleur claire avant d'opter pour le béret noir. La coiffe d'origine étant d'un type que l'artiste n'incluait que dans les autoportraits où il est vu au chevalet, il est possible qu'il ait initialement voulu que ce tableau se réfère directement à son métier.

## Composition
La pose rappelle plusieurs œuvres antérieures de Rembrandt, dont une eau-forte de 1639, Rembrandt appuyé (B.21), et un autoportrait peint de 1640, aujourd'hui à la National Gallery de Londres. Ces deux pièces antérieures sont considérées comme des références au Portrait de Baldassare Castiglione (musée du Louvre) de Raphaël, ainsi qu'au Portrait de L'Arioste de Titien (National Gallery, Londres), que Rembrandt avait vu à Amsterdam,. Les mains jointes et le bras gauche recouvert de tissu sombre rappellent le portrait de Raphaël.

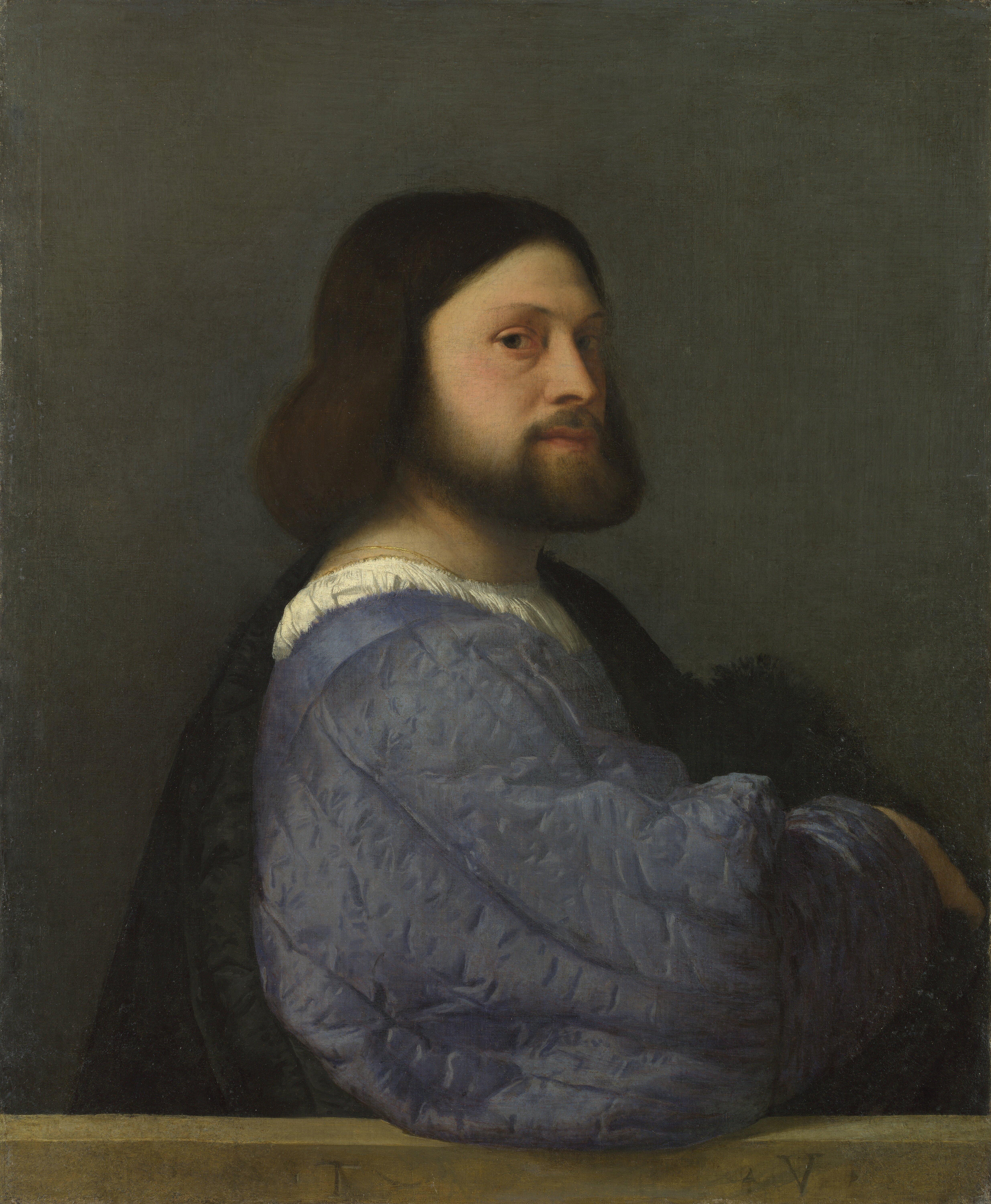
Titien, Portrait de L'Arioste.
Raphaël, Portrait de Baldassare Castiglione.
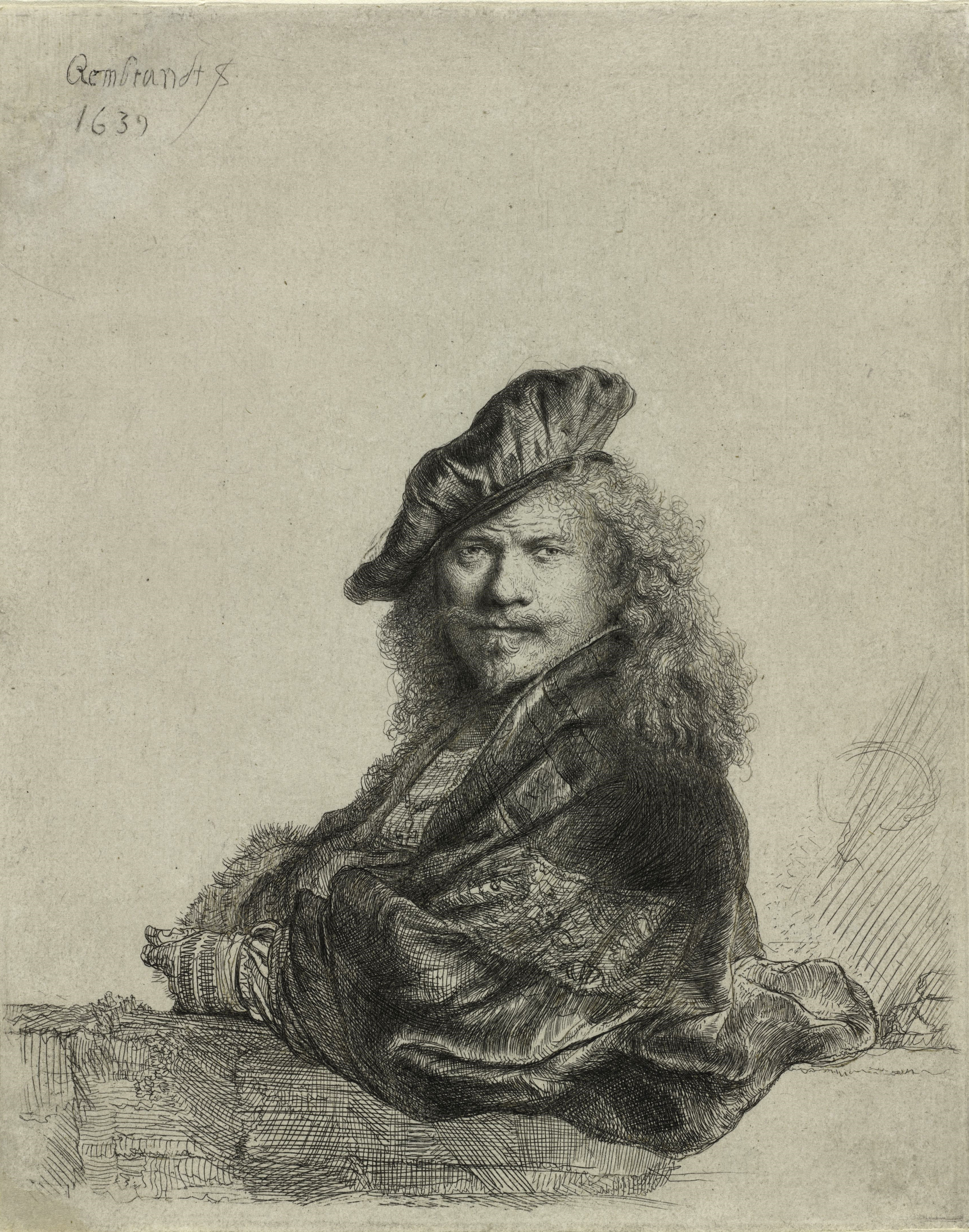
Rembrandt appuyé, eau-forte, 1639, aussi inspiré des peintures de Raphaël et Titien.

Le positionnement de la tête et du torse, inhabituel parmi les autoportraits de Rembrandt, rappelle également la peinture de Raphaël. Lorsqu'il peint lui-même, Rembrandt utilise généralement la disposition la plus pratique pour un artiste droitier, plaçant le miroir à gauche du chevalet, afin de ne pas avoir sa vue gênée par son bras et sa main de travail, avec le côté gauche du visage plus mis en évidence. Il existe plusieurs autoportraits frontaux, mais l'Autoportrait avec béret et col droit est l'un des deux seuls, avec l'Autoportrait en Zeuxis, que Rembrandt a peint dans lequel il est tourné vers la gauche, révélant ainsi davantage le côté droit de son visage. Il a été suggéré que cette différence d'angle soit une variation intentionnelle de la série d'autoportraits qu'il a réalisés à l'époque.
Autoportrait avec béret et col droit dérive de la même période que la toile plus finie et au titre identique (encore nommée Autoportrait à l'âge de 51 ans) de la Galerie nationale d'Écosse à Édimbourg. L'habillement et l'état physique du visage suggèrent une date proche de 1659. Le même vêtement apparaît dans un petit Autoportrait au béret inachevé au musée Granet.

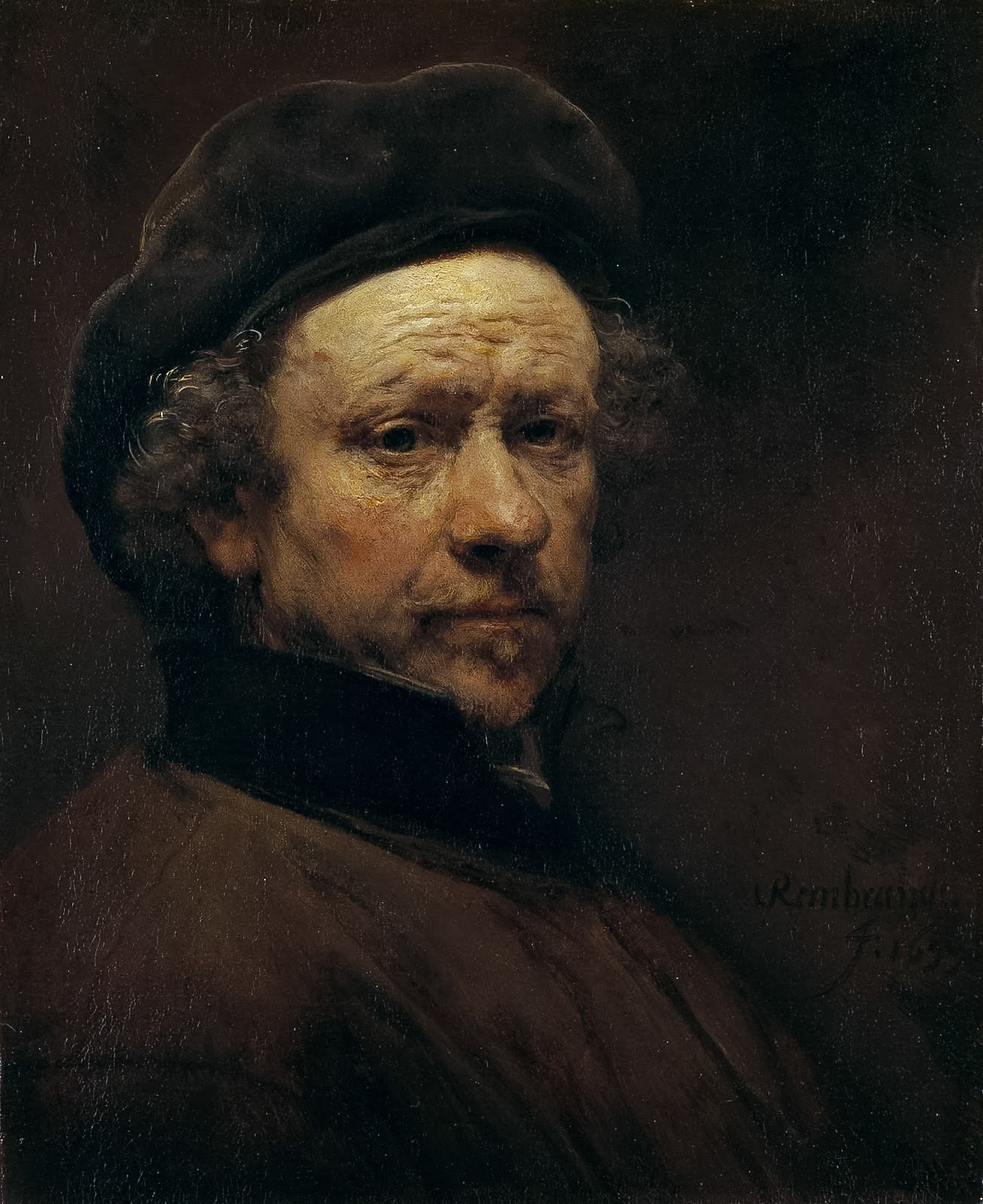
Autoportrait avec béret et col droit, Galerie nationale d'Écosse.
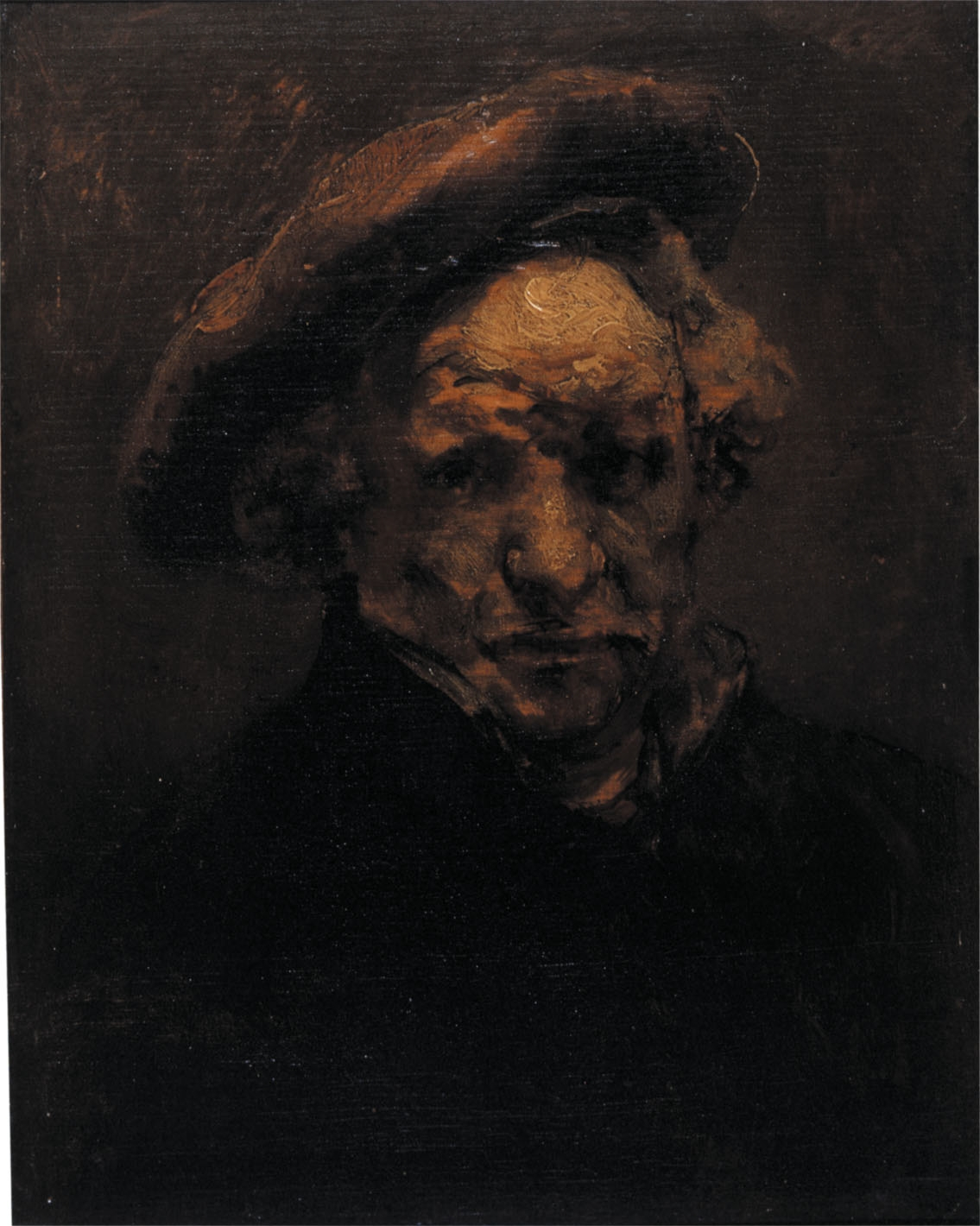
Autoportrait inachevé, v. 1659, Musée Granet, Aix-en-Provence.

## Analyse

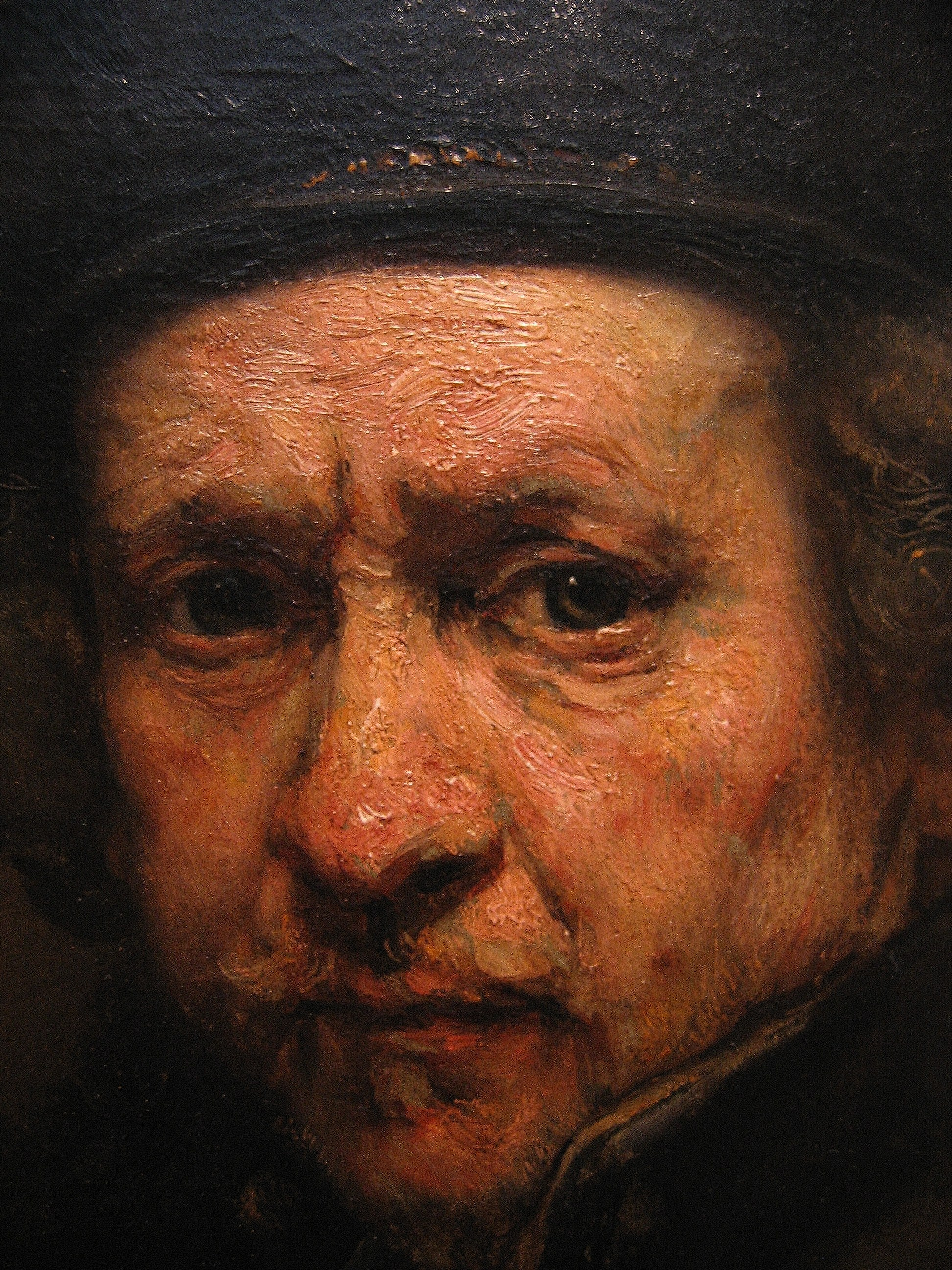
Détail du visage de Rembrandt.

Moins achevé que bien d'autres autoportraits de Rembrandt, la riche expressivité du coup de pinceau, notamment du visage, mérite l'attention,. À certains endroits, la manipulation du pigment apparaît indépendante des formes décrites,. Pour le spécialiste de Rembrandt Ernst van de Wetering : « La peinture semble avoir été appliquée, pour ainsi dire, avec un blaireau ». Bien que l'attribution du tableau ait été remise en question en raison de sa liberté d'exécution, il est probable que Rembrandt ait choisi de laisser la toile à un stade intermédiaire de développement : des radiographies ont révélé que d'autres portraits de sa main avaient des passages épais qui ont ensuite été travaillé avec des touches de peinture plus fines et plus raffinées,. Le sens palpable de la forme plastique face à Autoportrait avec béret et col droit n'est pas le résultat de transitions soigneuses de valeur et de couleur, mais plutôt de la vivacité texturale du coup de pinceau.
Malgré tout le dynamisme rugueux de la surface de la peinture, il n'y a aucun compromis dans l'illusion de la qualité atmosphérique : certains passages sont peints pour apparaître plus nets, tandis que d'autres le sont moins, souvent le résultat de la variation entre les zones de peinture densément empâtée et celles composées de coups de pinceau flous. Le relief de la peinture crée des reflets de lumière qui simulent la nature tactile de la chair. Des touches de peinture épaisse, aux tons chauds, s'accumulent pour représenter les zones de lumière réfléchie sur le front, le nez et la joue. Des interstices de fond vert-gris sont adjacents à ces passages, à la tempe, autour des sillons de l'œil droit et de l'aile de la narine. Le globe oculaire droit est peint d'une série de glacis transparents, au-dessus desquels est placée une goutte de pigment blanc de plomb pour le surlignage. Cet œil est entouré d'une variété complexe de coups de pinceau : le front est formé par une série inégale de traits ; un seul trait désigne le pli au-dessus de la paupière supérieure ; la peau au-dessus de la joue est moulée avec un pinceau arrondi ; les rides du coin de l'œil sont indiquées par un trait de peinture humide passé sur une sous-couche sèche. Un objet contondant, probablement un manche de pinceau, a été utilisé pour accentuer une ride sous l'œil, pour marquer dans la peinture humide des cheveux, créant des boucles nettes contre lesquelles les passages plus larges des cheveux reculent.
La pratique de la variation de surface comme moyen d'illusionnisme - kenlijkheyt ou « perceptibilité » - était comprise par certains des contemporains de Rembrandt. Même ainsi, les différences dramatiques entre l'application de peinture sur le visage et les parties de la draperie et de l'arrière-plan sont inhabituelles pour un autoportrait tardif. L'impression générale est celle d'une œuvre complète, celle qui présente le sujet comme marqué par l'expérience mais finalement résolu dans la dignité.

## État de conservation
Le support d'origine est une toile de fil fin, doublé avec de la céruse appliquée à l'arrière de la doublure. La peinture a deux fonds, l'un d'un rouge-brun épais, l'autre d'un gris fin. La figure a été initialement dessinée avec une sous-couche brune laissée exposée à plusieurs endroits, maintenant abrasée. Le visage et les mains sont en bon état ; les zones très endommagées de la figure et de l'arrière-plan ont été recouvertes de peinture noire, dont certaines ont été supprimées lors d'une restauration en 1992.

## Provenance
L'endroit où se trouve le tableau est connu depuis 1767, lorsqu'il appartient à George, 3e duc de Montagu et 4e comte de Cardigan, et a ensuite été transmis à sa fille, Lady Elizabeth, épouse d'Henry, 3e duc de Buccleuch de Montagu House, Londres. Il appartient alors à John Charles, 7e duc de Buccleuch, et est acheté en 1929 par Andrew W. Mellon, qui le lègue au AW Mellon Educational and Charitable Trust en 1934. Le tableau est donné à la National Gallery of Art en 1937.